# Pothong-gang
Der Pothong ist ein rechter Nebenfluss des Taedong. 
Er verläuft durch die nordkoreanische Hauptstadt Pjöngjang und bildet die Grenze zwischen mehreren Stadtbezirken. Nach ihm wurden der Stadtbezirk Pot’onggang-guyŏk und das historische Pothong-Tor benannt.
Der Fluss wurde im Jahr 1946 kanalisiert, nachdem es mehrmals zu Überschwemmungen kam. Der erste Spatenstich wurde von dem damaligen nordkoreanischen Machthaber Kim Il-sung vorgenommen. Schlämme aus dem Fluss werden von der Fabrik für organische Kombinationsdünger aufbereitet.

## Inseln
In dem Fluss befindet sich die Insel Kyeran-do (deutsch: „Hühnerei“), die ihren Namen aufgrund ihrer eiförmig-ovalen Form trägt.
Sie ist Teil des Pothong-Freizeit- und Erholungsparks. Weitere sind die Inseln Unha und die beiden nebeneinander liegenden Tonggak und Sogak.

## Brücken
Folgende Brücken führen in Pjöngjang über den Pothong:
- Pot'onggang Bridge
- Ansan-Brücke
- Palgol-Brücke
- Sinso-Brücke
- Sosong-Brücke
- Potong-Brücke
- Mansu-Brücke
- Jonsung-Brücke
- Yongung-Brücke
- Ponghwa-Brücke
- Inhung-Brücke
- Pipa-Brücke
- Pyonghung-Brücke